# Línea isostática

Esquemas de las isostáticas de tracción del campo de tensiones principales), alrededor de un agujero circular, que ocasiona una concentración de tensiones alrededor del agujero.

En mecánica de sólidos, una línea isostática es una curva diferenciable tal que para un sólido sometido a  un campo de tensiones, en cada punto la tangente a dicha curva coincide con una de las direcciones principales de tensión del cuerpo. Es decir, si en cada punto del sólidos se calculan las tres direcciones principales y se ordenan en cada punto de mayor a menor, una familia de isostáticas corresponde a la "línea del campo" asociada al campo vectorial que en cada punto se corresponde con la primera, segunda o tercera tensión principal. Matemáticamente, las isostáticas son las curvas integrales de dicho campo.
Las isostáticas tienen las propiedades generales de otras tipos de "líneas de campo" o curvas integrales. Dada una familia de isostáticas estas líneas no se cortan en ningún punto a menos que la tensión se anule.

## Isostáticas en el plano
Dado un plano representado mediante pares de coordenadas cartesianas (x, y) y estad elástico plano el ángulo θ formado por la mayor tensión principal y el eje X viene dado por:

{\displaystyle \tan 2\theta ={\frac {2\tan \theta }{1-\tan ^{2}\theta }}={\frac {2\sigma _{xy}}{\sigma _{xx}-\sigma _{yy}}}}

De ahí puede deducirse la forma y(x) de las isostáticas para un estado de elasticidad plana:

{\displaystyle \tan {\frac {dy}{dx}}=\theta \quad \Rightarrow \quad \left({\frac {dy}{dx}}\right)^{2}+{\frac {\sigma _{xx}-\sigma _{yy}}{\sigma _{xy}}}\left({\frac {dy}{dx}}\right)-1=0}

por lo que existen dos familias diferentes de isostáticas cada una de ella ortogonal en cada punto a la otra dadas por:

{\displaystyle {\frac {dy}{dx}}=-{\frac {\sigma _{xx}-\sigma _{yy}}{2\sigma _{xy}}}\pm {\sqrt {\left({\frac {\sigma _{xx}-\sigma _{yy}}{2\sigma _{xy}}}\right)^{2}+1}}}

## Propiedades
- Un borde libre por ejemplo constituye siempre una isostática y la otra familia de isostáticas convergen hacia él perpendicularmente.
- Las diferentes familias de isostáticas sólo pueden cortarse donde las direcciones principales no estén bien definidas o donde las tensiones principales se anulan:
Una condición necesaria en el plano para que las direcciones principales no estén bien definidas es que el punto sea un punto singular isotrópico, es decir, σxx = σyy y σxy = 0.
Si en particular se cumple además en un punto que: σxx = σyy = σxy = 0, se tiene un punto singular neutro.
- En un punto singular las isostáticas son de dos tipos:
  - Tipo intersectivo, donde cada isostática rodea el punto singular y además se interseca con todas las de la otra familia.
  - Tipo asintótico, donde las isostáticas convergen directamente hacia el punto y en el punto las dos familias de curvas se cortan en dicho punto.